# Mike Ratledge
Michael R. "Mike" Ratledge (Maidstone, Kent, 6 de mayo de 1943- 5 de febrero de 2025) fue un músico inglés, conocido sobre todo por su trabajo como teclista en el grupo Soft Machine.

## Biografía y carrera
Mike Ratledge nació en Maidstone, Kent. De pequeño, estudió música clásica, la única que sonaba en casa de sus padres. Aprendió a tocar el piano, y con su amigo Brian Hopper, a quien conoció en la escuela Simon Langton de Canterbury, solía interpretar piezas clásicas para piano y clarinete. 
Ratledge conoció a través de Brian al hermano menor de éste, Hugh Hopper, y al amigo de ambos Robert Wyatt. En 1961 hizo amistad con Daevid Allen, que despertó su interés por el jazz. A través de las piezas para piano de Cecil Taylor, Ratledge se familiarizó con la música de Thelonious Monk, Miles Davis y John Coltrane. En 1963 se integró en el Daevid Allen Trio.
A diferencia de sus amigos, Ratledge quería continuar sus estudios, y se graduó en psicología y filosofía por el University College de Oxford. Al mismo tiempo, recibía lecciones de música de los músicos de vanguardia Mal Dean y Rab Spall. Tras graduarse, Ratledge pensaba asistir a una universidad de Estados Unidos, pero su petición de beca, entregada fuera de plazo, fue rechazada.
En 1966, sus amigos formaron un nuevo grupo, Soft Machine, y le invitaron a participar. Formaban parte de la banda Robert Wyatt, Daevid Allen y Kevin Ayers. El grupo tuvo muchas formaciones distintas, y en 1973 Ratledge era el único miembro fundador que permanecía en la banda, que abandonó en 1976. 
El 15 de abril de 1967, se casó con la cantante y novelista Marsha Hunt. 
En noviembre de 1973 Ratledge interpretó en directo junto a otros músicos Tubular Bells de Mike Oldfield, en una versión grabada en el estudio para la BBC. La grabación está disponible en el DVD de Oldfield Elements. 
En 1976 abandonó Soft Machine para emprender una carrera en solitario, dejando el grupo a cargo de Karl Jenkins. Construyó un estudio, pero no llegó a publicar un disco como solista. En 1977, compuso la banda sonora de la película Enigmas de la Esfinge.
Ratledge fue una figura seminal dentro de la Escena de Canterbury. Fue el miembro más longevo de Soft Machine, y su música evolucionó, como la del grupo, de la psicodelia al jazz rock. En los años 80 Ratledge se mantuvo activo como compositor de música para anuncios y películas. En 1995, el grupo Adiemus (formado por Karl Jenkins, Mike Ratledge y Miriam Stockley) publicó el disco Songs of Sanctuary, coproducido por Ratledge y Jenkins, en que se ocupó también de la percusión electrónica, programada.  Miriam Stockley participa como cantante en el disco. 

## Discografía

### En solitario
- 1977: Riddles Of The Sphinx (banda sonora, editada en 2013)

### Tributo
- Beppe Crovella - What's Rattlin' On The Moon? (2010)

### Composiciones en Soft Machine
No se incluyen composiciones en los que comparte autoría con otro integrante (véase: los primeros dos álbumes de Soft Machine) o improvisaciones colectivas en vivo.
| - "Hibou, Anemone And Bear" (1969) - "Esther's Nose Job" (suite, 1969) - "Eamonn Andrews" (1970) - "Slightly All The Time" (suite, 1970) - "Out-Bloody-Rageous" (1970) - "Teeth" (1971) - "All White" (1972) - "Drop" (1972) - "As If" (1972) | - "Pigling Bland" (1972) - "Between" (1973) - "37 ½" (1973) - "Gesolreut" (1973) - "Stanley Stamps Gibbon Album" (1973) - "Chloe And The Pirates" (1973) - "Day's Eye/Bone Fire/Tarabos" (suite, 1974) - "The Man Who Waved At Trains/Peff" (suite, 1975) |

### Participación en álbumes de otros artistas
| Año     | Álbum                                                                 | Artista           |
| ------- | --------------------------------------------------------------------- | ----------------- |
| 1963    | Live 1963                                                             | Daevid Allen Trio |
| 1964-68 | Canterburied Sounds Vols. 1-3                                         | Varios artistas   |
| 1967-68 | The Wilde Flowers                                                     | Wilde Flowers     |
| 1969    | Joy Of A Toy                                                          | Kevin Ayers       |
| 1970    | The Madcap Laughs                                                     | Syd Barrett       |
| 1971    | Elton Dean                                                            | Elton Dean        |
| 1972    | Bananamour                                                            | Kevin Ayers       |
| 1974    | The Confessions of Dr. Dream and Other Stories                        | Kevin Ayers       |
| 1976    | Softs                                                                 | Soft Machine      |
| 1977    | Instructions For Angels                                               | David Bedford     |
| 1978    | Planet Earth                                                          | Planet Earth      |
| 1978    | Star Clusters Nebulae & Places In Devon / The Song Of The White Horse | David Bedford     |
| 1979    | Push Button                                                           | Rubba             |
| 1980    | Wonderin'                                                             | Rollercoaster     |
| 1989    | Cuts for Commercials Vol. 3                                           | Con Karl Jenkins  |
| 1995    | Adiemus: Songs of Sanctuary                                           | Karl Jenkins      |

## Citas
Están los Mothers' y los Spirit. Son los únicos dos grupos en los que estaba interesado, o impresionado. (pausa) Hay cuatro tipos de grupos. Primero, los que tienen capacidad técnica en sus instrumentos e ideas propias. El segundo tiene ideas pero no habilidad técnica. Después los que no tienen ideas pero tienen la capacidad. Y por último los que no tienen ideas ni habilidad.
Ratledge, Febrero de 1969

En Six, estaba bastante involucrado, pero no un 100%; Fifth fue un increíble fracaso, por los cambios en la formación; Fourth está bien; Third fue probablemente la última vez que disfruté lo que hacía.
Ratledge, 1976